# Cinais
Cinais é uma comuna francesa na região administrativa do Centro, no departamento Indre-et-Loire. Estende-se por uma área de 8,78 km². Em 2010 a comuna tinha 422 habitantes (densidade: 48,1 hab./km²).